# Jack Cutting (cầu thủ bóng đá)
Jack Andrew Cutting (sinh ngày 15 tháng 4 năm 1924) ở Fleetwood, Lancashire, Anh, là một cựu cầu thủ bóng đá người Anh thi đấu ở vị trí tiền đạo tầm xa ở Football League.